# Diesseits des Van-Allen-Gürtels
Diesseits des Van-Allen-Gürtels ist eine Sammlung von sechs Erzählungen von Wolfgang Herrndorf. Sie erschien 2007 im Eichborn Verlag sowie als Taschenbuch 2009 im Rowohlt Verlag. Die Geschichten sind personell und thematisch miteinander verbunden. Aufgrund der subjektiven Darstellung aus der Sicht verschiedener unzuverlässiger Erzähler bleiben manche Elemente der Handlung uneindeutig.
Für die gleichnamige Geschichte, die als fünfte der sechs Geschichten in dem Band enthalten ist, gewann Herrndorf den Publikumspreis beim Ingeborg-Bachmann-Preis 2004.

## Inhalt

### Der Weg des Soldaten
Der anonyme Ich-Erzähler wird als Student an der Akademie der Bildenden Künste Nürnberg aufgenommen, gemeinsam mit Franco, der bei ihm einzieht und sich als enthusiastisch und geistig verwirrt herausstellt. Später kann der Ich-Erzähler ihn bei einem anderen Studenten unterbringen, der mehr Platz hat. Dann taucht Francos spanische Freundin Mara auf. Franco ist eifersüchtig und möchte ihren angeblichen Geliebten in der Wohnung des Ich-Erzählers zur Rede stellen – und verbringt dann selbst die Nacht mit ihm, weil dieser so ein „Adonis“ sei und die Erfahrung der Bisexualität ihn so „weitergebracht“ habe.
Franco und Mara gewinnen den Danner-Preis für eine gemeinsame Kunstaktion: Mara verschluckt mehrere Zinnsoldaten, dann wurden Röntgenaufnahmen ihres Magens gemacht, die als pazifistisches Statement verstanden werden sollten. Vom Preisgeld kauft sich Franco ein altes Auto und beschließt, dass alle vier (Franco, Mara, der Ich-Erzähler und der Adonis) zusammen nach Italien fahren. Unterwegs lassen sie den Adonis an einer Raststätte zurück. An einer weiteren Raststätte (schon in Italien) wacht der Ich-Erzähler, der auf der Rückbank geschlafen hatte, auf und ist allein. Während er nach Mara und Franco sucht, fahren diese weiter und lassen ihn ebenfalls zurück. Er überzeugt einen anderen Autofahrer, der mit Frau und Tochter unterwegs ist, die Verfolgung aufzunehmen. Sie können Franco und Mara aber nicht mehr einholen.

### Blume von Tsingtao
Ein Krankenpfleger findet in dem Besitz eines verstorbenen Patienten eine chinesische lackierte Dose mit einem Drachen auf dem Deckel, dem das Feuer aus dem Hinterkopf anstatt aus dem Maul kommt. In der Dose findet der Pfleger viel Geld, kündigt seinen Job und fährt auf eine Weltreise. Unterwegs begegnet er dreimal demselben Drachenmotiv wie auf der Dose, kann dessen Herkunft aber auch bei genaueren Recherchen in China nicht ergründen. Am Ende wird er in Japan festgenommen und nach Deutschland ausgeliefert. Es stellt sich heraus, dass es sich beim Krankenpfleger um Hendrik handelt, der sich am Anfang der Geschichte Der Weg des Soldaten gemeinsam mit dem Erzähler und Franco an der ABK Nürnberg beworben hatte, dort aber nicht zugelassen wurde.

### Im Oderbruch
Georg, der Ich-Erzähler dieser Geschichte, kommt vom Kanufahren zurück und stellt fest, dass sein Auto gestohlen wurde. Er versteckt sein Kanu, läuft die Straße entlang und findet im Wald ein Haus. Er klingelt und wird von einem jungen Mädchen namens Inka zunächst abgewimmelt, dann aber doch ins Haus gelassen, damit er telefonieren kann. Er ruft die Polizei an, die aber erst später vorbeikommen kann. Georg unterhält sich derweil mit Inka und trinkt Wein mit ihr, dann führt Inka ihn in den Keller, wo beide Tischtennis spielen. Georg ist gerade oben, als es klingelt. Er öffnet, weil er die Polizei erwartet, es ist aber ein Exfreund von Inka, der Georg ausfragt, ihn bedroht und dann in den Keller zu Inka geht. Georg verlässt das Haus und läuft durch den nächtlichen Wald.

### Herrlich, diese Übersicht
Christine, die Exfrau von Georg aus der vorigen Geschichte, ist mit ihrem elfjährigen Sohn Paul aufs Land gezogen und feiert eine Party. Sie ist die Chefin einer Firma (anscheinend einer Werbeagentur), ihre Gäste sind teils Mitarbeiter, teils Freunde aus ihrem Studium. Paul unterhält sich mit Lydia, einer Mitarbeiterin seiner Mutter, und verlässt die Party dann, um Andrika zu besuchen – wie sich später herausstellt, ist Andrika nicht seine Freundin, sondern eine Hirschkuh, die er im Wald von einem Hochsitz aus beobachtet.
Es werden erste Verbindungen zu den anderen Geschichten deutlich: Franco aus Der Weg des Soldaten ist einer der Gäste. Heidi, eine Freundin von Christine, ist die Schwester von Hendrik, dem Pfleger aus Blume von Tsingtao. Man erfährt nun, dass Hendrik angeklagt ist, mehrere Patienten, möglicherweise auf deren Verlangen, durch Morphium-Überdosen getötet zu haben.

### Diesseits des Van-Allen-Gürtels
Die Geschichte handelt vom selben Tag wie Herrlich, diese Übersicht und der Ich-Erzähler ist der Freund von Christine, der zu Christines Ärger nicht bei der Party erscheint. Er steht nach einer Nachtschicht erst gegen Mittag auf, geht einkaufen und trifft auf dem Rückweg einen Nachbarsjungen, der auf dem Gehweg mit Steinen wirft.
Ein Nachbar des Ich-Erzählers ist gerade ausgezogen und die Wohnungstür steht noch offen. Er schaut sich in der leeren Wohnung um und geht dann in seine eigene, wo er einschläft und später von Anrufen seiner Freundin geweckt wird. Er kehrt in die Nachbarwohnung zurück, wo er später von dem Jungen überrascht wird. Sie trinken gemeinsam Martini, den der Erzähler eigentlich für die Party gekauft hat. Der Junge erzählt, er möchte Astronaut werden und auf dem Mond landen, worauf der Erzähler ihn davon zu überzeugen versucht, dass die Mondlandung inszeniert wurde, weil Astronauten die Strahlung im bei einem Mondflug zu durchfliegenden Van-Allen-Gürtel unmöglich aushalten könnten. Nachts schwankt der angetrunkene Junge enttäuscht nach Hause und der Erzähler kehrt in seine Wohnung zurück, findet dort aber keinen Schlaf.

### Zentrale Intelligenz Agentur
Die Ich-Erzählerin Heidi, die schon in Herrlich, diese Übersicht vorkam, fährt mit Holm und Cornelius zum Schloss Beesenstedt, wo die Zentrale Intelligenz Agentur gegründet werden soll. Auf einer Party im Schloss tauchen verschiedene Personen der Berliner Kreativ-Szene auf, wie Sascha Lobo, Joachim Lottmann, Wiglaf Droste oder die Lyrikerin Julia Mantel. Heidi fühlt sich als Außenseiter auf der immer chaotischeren Party, betrinkt sich und beobachtet am Ende vom Dach aus den Sonnenaufgang.
Auch wenn die meisten Personen sowie die gegründete Organisation real sind, ist die Handlung fiktiv, die echte Zentrale Intelligenz Agentur wurde also nicht auf einem solchen Kongress gegründet.

## Rezeption
Der Band wurde von der Kritik insgesamt positiv aufgenommen, etwa von Katharina Bendixen:

„Die Plots von Herrndorfs Erzählungen sind nicht nur vordergründig unkompliziert, sie sind es einfach. Da ist nichts zu deuteln, nichts bleibt in der Schwebe, nichts ist bedeutungsschwanger oder stimmungsgeladen. Subtil dagegen ist der lakonische Sprachstil, den Herrndorf verwendet und der die Tiefe der Figuren auslotet, und ebenso subtil sind die absurden Elemente, die sich durch die Erzählungen ziehen und die Einfachheit der Wirklichkeit dann doch wieder in Frage stellen. Herrndorf erzählt unangestrengt intellektuell und extrem witzig von den fast banalen Alltäglichkeiten seiner Protagonisten, und er treibt sie in ihrem Alltag immer auf einen Punkt zu, an dem sie scheitern müssen. [...] Überhaupt glänzen die Enden von Herrndorfs Erzählungen durch eine Pointenlosigkeit, die an sich schon wieder pointiert ist.“

Martin Lüdke lobt das treffende Porträt einer orientierungslosen und nur oberflächlich selbstsicheren Generation und sieht Parallelen zu den Erzählungen von Ingo Schulze, während Wolfgang Schneider feststellt, dass Herrndorf mit seinen unzuverlässigen Erzählern an Vladimir Nabokov anknüpft.
Uta Beiküfner hingegen findet, das Buch biete zu wenig „ästhetischen Mehrwert“, da die Figuren direkt aus der Alltagswelt des Autors herauskopiert seien. Mit der Darstellung der ZIA provoziere er, „ohne weh zu tun“.

## Quelle
- Wolfgang Herrndorf: Diesseits des Van-Allen-Gürtels. Rowohlt, Reinbek 2009, ISBN 978-3-499-24777-4.